# Tokositna-Gletscher
Der Tokositna-Gletscher ist ein 40 km langer Talgletscher an der Südostflanke der Alaskakette in Alaska (USA). 

## Geografie
Der Gletscher befindet sich vollständig innerhalb des Denali-Nationalparks. Das Nährgebiet des Tokositna-Gletschers befindet sich zwischen Mount Hunter im Westen und Mount Huntington im Osten auf einer Höhe von etwa 2700 m. Der durchschnittlich 2,5 km breite Gletscher strömt in südsüdöstlicher Richtung und endet westlich der Tokosha Mountains. Der Tokositna River entwässert den Gletscher.